# خریستوس-استفانوس خنوس
خریستوس-استفانوس خنوس (انگلیسی: Christos-Stefanos Xenos; ۲۱ مارس ۲۰۰۰) کاراته‌کا اهل یونان بود.